# لی لاسون
لی لاسون (انگلیسی: Leigh Lawson؛ زادهٔ ۲۱ ژوئیهٔ ۱۹۴۵) هنرپیشه سینما و تئاتر اهل کشور بریتانیا است.

## بخشی از فیلمشناسی
- برادر خورشید، خواهر ماه (۱۹۷۲)
- تس (۱۹۷۹)
- شمشیر شجاعت (۱۹۸۴)
- مادام سوشاتسکا (۱۹۸۸)
- وکیل مدافع شیطان (۱۹۷۷)